# Anarquismo en Canadá
El anarquismo en Canadá abarca un abanico de corrientes de pensamiento anarquistas, incluyendo al anarcosindicalismo, el individualismo, el ecologismo y el anarcocomunismo, además de otras especies menos conocidas. El anarquismo canadiense ha sido influenciado principalmente por los movimientos de Estados Unidos, Gran Bretaña y Europa continental, aunque recientemente han existido también inclinaciones hacia el indigenismo norteamericano, especialmente en la costa oeste.

## Historia
Históricamente el anarquismo no ha tenido un fuerte apoyo popular en Canadá, aunque han existido en algunas áreas pequeños grupos de activistas, principalmente en las ciudades más pobladas. Algunos filósofos anarquistas de renombre, como Piotr Kropotkin y Emma Goldman estuvieron en Canadá por un tiempo; Goldman murió en Toronto en 1940. Rudolf Rocker visitó Winnipeg tres veces, entrevistándose con Honoré Jaxon en la primera ocasión, en 1913. El Rudolf Rocker Cultural Centre y el Emma Goldman Grassroots Centre son parte de la principal organización anarquista de Winnipeg, el Old Market Autonomous Zone.
Entre las figuras más importantes del anarquismo canadiense se encuentran Honoré Jaxon, George Woodcock, L. Susan Brown, Norman Nawrocki, Larry Gambone, Dimitri Rousopoulos, Eugene Plawiuk, Ann Hansen, Mark Leier, Jeff Shantz y Jaggi Singh. También hay otras individualidaes que han hecho su contribución al anarquismo del país, entre ellos Alexandre Popovic, Michael William, Zig Zag, Sea Weed, Bob Melcombe, Jim Campbell, Bruno Massé y Gary Moffatt. Recientemente, Taiaiake Alfred ha desarrollado en su libro “Wasáse: Indigenous Pathways of Action and Freedom”, una tendencia de corte anarco-indigenista. En Quebec los académicos Normand Baillargeon y Francis Dupuis-Déry, han publicado algunos libros. También existen muchos activistas que acostumbran a firmar con seudónimos o mantenerse en el anonimato.
Una de la iniciativas más notables es el sitio TAO es un servidor canadiense de línea anarquista y sin fines de lucro. Es un lugar de encuentro virtual para activistas de la ciudad de Toronto y del mundo que brinda servicios informáticos de correo electrónico gratuito y alojamiento web a cambio de ayuda mutua y en algunos casos el costo nominal del servicio. Fue el primero en su tipo en América del Norte. Su nombre "Tao", que juega con el concepto filosófico tao, son las siglas de "the anarchist organization" (la organización anarquista).

## Proyectos
Hay una variedad de proyectos de trabajo, por ejemplo la librería de Montreal “Insoumise bookstore”, que desde 2004 reemplazó a la “Alternative bookshop”, una librería fundada en la década de 1970. En Ottawa el Exile Infoshop fue fundado en 2007, así como otras librerías, grupos anticarcelarios, grupos de estudio, editoriales, cafés y ocupas. Se practica la acción directa en defensa del medioambiente y la lucha contra la pobreza.
También hay grupos como La Sociale de Quebec, que ha publicado algunos panfletos. El «Mauvaise Herbe» de Montreal es un grupo anarquista ecologista que publica un boletín homónimo, y distribuye diversos panfletos y libros. El colectivo radicado en Toronto «Punching Out» (Jeff Shantz, pj lilley, Mick Black) ha hecho importantes contribuciones para el desarrollo teórico de NEFAC, incluyendo la redacción del documento que sirvió de base para el acuerdo de la Federación. En 2008, integrantes del Workers Solidarity Movement (WSM) y NEFAC iniciaron la creación de «Common Cause»  Archivado el 13 de mayo de 2017 en Wayback Machine. entre los militantes de Ottawa, Hamilton y Toronto. «Common Cause», al igual que NEFAC y WSM son proyectos enmarcados en el plataformismo. Otros proyectos anarquistas abarcan ocupaciones de viviendas, publicaciones, programas de radio y radios libres.